# Vương Tử Hiên
Vương Tử Hiên (tiếng Anh: Jonathan Wong Chee Hynn, tiếng Trung: 王梓軒, sinh ngày 3 tháng 6 năm 1986), là nhà sản xuất, ca sĩ kiêm sáng tác nhạc, diễn viên Hồng Kông.

## Tiểu sử
Vào thập niên 50, ông nội Vương Tử Hiên là ông Vương Mỹ Phú đến Hồng Kông lập nghiệp và ông trở thành một doanh nhân có tiếng trong lĩnh vực ngân hàng tại đây. Vương Tử Hiên được sinh ra vào ngày 03 tháng 06 năm 1986 tại San Francisco, là con trai trưởng của cựu chủ tịch Hội đồng phát triển nghệ thuật Hồng Kông Vương Anh Vĩ và Tiến sĩ Giản Mỹ Liên.  Anh còn có một người em trai tên Calvin Wong.
Vương Tử Hiên bắt đầu học tính nhẩm, violon, piano từ khi mới 6 tuổi. Đến những năm trung học, anh mới bắt đầu nghiêm túc quan tâm đến kịch và nhảy múa. Vương Tử Hiên thông thạo tiếng Anh, tiếng Quảng Đông, tiếng Quan Thoại và tiếng Nhật. Khi còn nhỏ anh cũng được học tiếng Pháp và tiếng Ý, hiện tại anh vẫn có thể đọc được mặc dù không hiểu nghĩa.
Vương Tử Hiên được đào tạo về cả Võ thuật Trung Quốc và phương Tây. Anh học Judo từ năm 11 tuổi, từng là thành viên của đội đấu vật chuyên nghiệp đại diện cho trường trung học thi đấu. Anh còn học Hồng Gia quyền, Vịnh Xuân quyền và Tán thủ từ năm 2012.
Trong thời gian học đại học, Vương Tử Hiên nghĩ mình sẽ làm việc ở ngân hàng cho đến hết đời, nhưng sau đó anh bắt đầu viết nhạc. Năm 2007, trong thời gian trở về Hồng Kông, anh đã gửi các bản demo của mình đến nhà sản xuất âm nhạc nổi tiếng ở Hồng Kông Triệu Tăng Hy và nhận được những lời góp ý bổ ích.
Tuy sinh ra và lớn lên trong một gia đình giàu có nhưng Vương Tử Hiên không dựa vào cha mẹ mà tự xây dựng sự nghiệp của riêng mình, anh quyết tâm đi theo con đường nghệ thuật. Lúc đầu mọi người nghĩ anh chỉ muốn hát cho vui và anh có thể làm bất cứ điều gì mình muốn vì không cần phải lo lắng về tiền bạc, nhưng nhờ sự nỗ lực của mình, họ dần thay đổi suy nghĩ và công nhận anh.

## Học vấn
Trước năm 16 tuổi, Vương Tử Hiên học tại trường Trường Quốc tế Hán Cơ ở Hồng Kông, sau đó anh sang Boston, Hoa Kỳ tiếp tục học trung học tại Học viện Milton. Nhờ thành tích xuất sắc của mình, anh đã trở thành học sinh gốc Hoa đầu tiên nhận được giải thưởng về nghệ thuật vũ đạo trong hơn 200 năm lịch sử của nhà trường.
Năm 2008 anh tốt nghiệp Đại học Cornell với bằng kép về tâm lý học và nhảy hiện đại. Vương Tử Hiên là người Mỹ gốc Á đầu tiên nhận giải Nghệ sĩ đại học - đây là giải thưởng hàng năm được Hội đồng Nghệ thuật Đại học Cornell (The Cornell Council for the Arts) trao cho một sinh viên tốt nghiệp có tài năng thể hiện được sự khác biệt và xuất sắc trong nghệ thuật, những sinh viên được vinh danh sẽ nhận được thưởng 1.000 đô la đồng thời sẽ được tổ chức một buổi biểu diễn tại trường và chính thức được trao thưởng vào năm sau.
Trong thời gian học đại học, Vương Tử Hiên đã biểu diễn trong hơn 100 sự kiện lớn nhỏ của trường. Anh tham gia ban nhạc A cappella "Last Call" của trường với vai trò giám đốc âm nhạc, ca sĩ, biên đạo múa, nghệ sĩ độc tấu và biên khúc , cùng ban nhạc biểu diễn ở California, New York, Boston, Philadelphia và những nơi khác. Anh cũng từng là thành viên của Câu lạc bộ Glee của Đại học Cornell, Hiệp hội sinh viên Hồng Kông, Hiệp hội sinh viên Trung Quốc và là một biên đạo múa kiêm vũ công trong nhóm nhảy Uhuru Kuumba và BASE Productions (Uhuru Kuumba Dance Troupe and BASE Productions).
Năm 2009, Vương Tử Hiên trở lại trường để trình bày tiết mục biểu diễn hợp tác "The Same Dance 4 Times" vào lúc 5 giờ chiều ngày 8 tháng 4  trong hội trường của tòa nhà Weill Hall thuộc khuôn viên trường Đại học Cornell, cùng với các vũ công, nhạc sĩ và các thành viên của ban nhạc A cappella "Last Call", sau buổi biểu diễn anh chính thức được nhận giải thưởng Nghệ sĩ đại học.

## Sự nghiệp
Sau khi tốt nghiệp, Vương Tử Hiên đã trở nên lạc lõng, thực sự không biết mình muốn làm gì. Anh biết làm việc ngân hàng không thực sự là công việc phù hợp với mình nhưng anh lại không chắc phải làm gì khác. Sau đó, Vương Tử Hiên liên hệ với nhà sản xuất âm nhạc Triệu Tăng Hy và anh được gợi ý hãy phát hành một album. Năm 2009, Vương Tử Hiên trở về Hồng Kông toàn lực phát triển sự nghiệp ca hát, lựa chọn này của anh được cha mẹ hết mực ủng hộ.
Vào tháng 2 năm 2009, Vương Tử Hiên tham gia concert Alan Tam & Hacken Lee Concert 2009 của Đàm Vịnh Lân và Lý Khắc Cần với vai trò là nhà biên kịch và bộ phận hợp xướng. Ngày 16 tháng 3 năm 2009, anh thành lập OMF Music Inc. Limited, đây là công ty thu âm tư nhân thương hiệu riêng tự lập do mẹ anh làm giám đốc điều hành. Ngày 27 tháng 10 năm 2009, anh ra mắt album đầu tay của mình với cả tiếng Quảng Đông, tiếng Phổ Thông và tiếng Anh mang tên Beyond Singing. Các bài hát trong album đều do anh tự sản xuất, soạn nhạc, biên khúc và viết lời.
Tháng 6 năm 2010, Năm 2010, anh gia nhập Avex Group, một tập đoàn giải trí hàng đầu tại Nhật Bản, trở thành nghệ sĩ quốc tế đầu tiên được các bộ phận trong nước và quốc tế của tập đoàn cùng phát triển. Cũng trong thời gian đó, anh cũng làm việc như 1 giám đốc âm nhạc, nhà soạn nhạc riêng cho ca sĩ Nhật Bản Kumi Koda và sản xuất đĩa hát cho TVXQ. Đồng thời anh cũng phụ trách biên khúc và chỉ huy hợp xướng cho Cuộc thi hát tân binh toàn cầu TVB.
Vào tháng 6 năm 2011 Vương Tử Hiên phát hành đĩa đơn tiếng Nhật đầu tiên của mình mang tên Kimi wa bara yori utsukushii (Tạm dịch: Em đẹp hơn hoa tường vi). Cũng từ đây, anh bắt đầu phát triển sự nghiệp theo nhiều hướng đa dạng hơn, bao gồm chủ trì tiết mục Huynh đệ bang (Big Boys Club) cho TVB J2, cũng như tham gia diễn xuất trong vở kịch sân khấu Luyến ái khánh phiêu phiêu (戀愛輕飄飄).
Tháng 6 năm 2012, Vương Tử Hiên phát hành album tiếng Phổ Thông đầu tiên mang tên RISING. Tháng 7 cùng năm, anh được mời làm đại sứ thanh niên cho Hiệp hội Thiếu nữ Cơ Đốc giáo Hồng Kông (Hong Kong Young Women's Christian Association) và là khách mời biểu diễn tại buổi hòa nhạc gây quỹ kỷ niệm 50 năm trong dàn nhạc của hội này (YWCA Chinese Orchestra) tên Thơ ca bốn mùa • Thắp sáng sinh mệnh. Trong hai ngày 10-11 tháng 8, buổi hòa nhạc solo đầu tiên đầu tiên tên Vương Tử Hiên RISING Concert 2012 đã được tổ chức tại Trung tâm Hội nghị và Triển lãm Hồng Kông trước hàng nghìn người hâm mộ. Buổi hòa nhạc đã thành công rực rỡ, tài năng ca hát, nhảy, sáng tác nhạc và biểu diễn nhạc cụ của Vương Tử Hiên đã giành được sự ủng hộ của đông đảo khán giả và giới truyền thông. Không lâu sau đó, anh được kênh tiếng Quảng Đông của đài truyền hình Quảng Đông mời làm huấn luyện viên cho chương trình Mạch Vương tranh bá (麥王爭霸). Ngoài ra, Vương Tử Hiên cùng nữ nghệ sĩ Trần Gia Bảo đã quay một phim điện ảnh ngắn về tình yêu tên Forever Kiss cho hãng trang sức Chow Sang Sang & Forevermark. Vào cuối năm 2012, Vương Tử Hiên gia nhập Điện ảnh Anh Hoàng (Emperor Motion Pictures) và quay tác phẩm điện ảnh đầu tiên tên Diệp Vấn: Trận chiến cuối cùng.
Tháng 4 năm 2013, anh phát hành đĩa đơn dance đầu tiên tên "跳火坑 Double Down", bài hát được đề cử ở hạng mục "Giai điệu hay nhất" tại "CASH Golden Sail Music Awards 2013". Trong mảng phim ảnh, Vương Tử Hiên tham gia bộ phim điện ảnh "Đêm mê ly" chuyển thể từ series truyện ma của nhà văn Lý Bích Hoa. Cùng năm, anh dẫn chương trình về ẩm thực của TVB tên Dạ tiêu ma (Midnight Munchies) và cùng Huỳnh Sơn Di dẫn chương trình về ngôn ngữ tên Phản đấu tiếng Phổ Thông (Chinese Made Efficient) cho đài phát thanh truyền hình Hồng Kông (RTHK). Tháng 10, anh tham gia đoàn phim Phi hổ 2.
Năm 2014, Vương Tử Hiên đóng vai chính trong bộ phim hài Tết của TVB Tân xuân hỉ tương phùng, trong phim anh vào vai Liên Chỉ Thông, một chàng trai thông minh, tài năng, có tham vọng, ăn nói ngọt ngào, giỏi nịnh nọt cấp trên và người lớn tuổi. Cùng năm, anh ra mắt album solo thứ năm tên A Fighter's Confession, có 3 bài hát trong album đứng đầu bảng xếp hạng ca khúc. Album đã xuất hiện trong "HMV Top 40" và đứng đầu Bảng doanh số bán hàng châu Á. Phim điện ảnh ngắn Fighting For với bài hát chủ đề cùng tên trong album đã được đề cử tham gia Liên hoan phim quốc tế Hà Nội lần thứ 3 tại Việt Nam và là phim ca nhạc Hồng Kông duy nhất được chọn để tranh giải với 30 phim ngắn từ các quốc gia khác nhau cho giải thưởng Phim ngắn xuất sắc nhất. Ngoài ra, Fighting For còn là một trong bốn phim ngắn vinh dự được Trình chiếu đặc biệt (Special Screenings of Films by Asian Directors) tại Liên hoan phim ngắn châu Á 2015 (Short Shorts Film Festival & Asia 2015) ở Tokyo Nhật Bản vào tháng 6 năm 2015.
Năm 2015, anh vào vai Đường Vinh trong phim truyền hình Sự chuyển mình hoa lệ và được đề cử ở hạng mục Nam diễn viên phụ xuất sắc nhất tại Giải thưởng thường niên TVB 2015. Vào tháng 7, anh đóng vai chính và hát bài hát chủ đề Chúng ta (我們) của bộ phim điện ảnh Chúng ta nhìn thấy hồ Tùng Hoa, anh vào vai Uông Bác Dương, một người vừa đẹp trai vừa quyến rũ. Ngày 20 tháng 7, anh cùng với Trần Hoán Nhân phát hành đĩa đơn Ăn nhiều kem hơn.
Tháng 2 năm 2016, với phần trình diễn bài hát For The First Time, Vương Tử Hiên đã trở thành thí sinh Hồng Kông đầu tiên lọt vào vòng trong của chương trình Sing My Song mùa 3 phát sóng trên kênh CCTV-3, nhận được cả bốn sự đồng ý từ bốn vị đạo sư. Sau đó anh chọn vào đội của đạo sư Đào Triết.Tháng 4 năm 2016, cũng với ca khúc này anh đã giành được giải thưởng Bài hát hay nhất được truyền thông đề xuất tại Giải thưởng âm nhạc Hoa ngữ toàn cầu. Tháng 9 cùng năm, anh hợp tác với nhóm nhạc dance điện tử Trouze cho ra mắt bài hát Tôi là ai (Who Am I), ca khúc được phát hành trực tiếp lần đầu tiên tại Compass Awards Singapore và cũng đạt vị trí thứ 2 tại Hồng Kông trên bảng xếp hạng âm nhạc TVB.. Vương Tử Hiên kết thúc năm với màn tái hợp tác với nhóm nhạc Trouze phát hành bản dance mash-up Electrogram 2016 gồm 30 bản hit tiếng Trung hay nhất trong năm. Bài hát đạt vị trí số 1 tại Hồng Kông trên bảng xếp hạng TVB vào tháng 1 năm 2017. Cũng trong năm 2016, ca khúc Beyond Borders của ca sĩ Mạc Văn Úy do Vương Tử Hiên viết nhạc đã đạt được hơn 35 triệu lượt click trực tuyến.
Năm 2018, Vương Tử Hiên giành được giải thưởng Ca sĩ đột phá nhất tại Giải thưởng âm nhạc Hoa ngữ toàn cầu và tầm Ảnh hưởng Châu Á. Ngày 5 tháng 5 năm 2018, anh cùng với nghệ sĩ violon nổi tiếng Diêu Giác chỉ huy dàn nhạc Hong Kong String Orchestra, cùng với nhà sản xuất âm nhạc nổi tiếng Triệu Tăng Hy cùng 1021 học sinh sử dụng đàn violon, viola, cello, contrebasse và các nhạc cụ dây khác đồng thời biễu diễn bài hát Dưới chân núi Sư Tử trong 5 phút tại Trường đua ngựa Sa Điền, lập Kỷ lục Thế giới Guinness cho Nhóm nhạc cụ dây lớn nhất thế giới.

Tháng 4 năm 2019, Vương Tử Hiên được Lưu Tùng Nhân mời đóng vai chính Matteo Ricci trong vở nhạc kịch cùng tên, 12 buổi biểu diễn được khán giả đón nhận nồng nhiệt và dành nhiều lời khen ngợi. Ngày 28 tháng 6, Vương Tử Hiên cho phát hành bài hát kỷ niệm 10 năm An toàn hạ cánh (Homecoming). Ngày 23 tháng 10, anh phát hành bài hát chủ đề cho buổi hòa nhạc kỷ niệm Bạn nhận nhiều hơn (多得你). Vào ngày 21 và 22 tháng 12, hai buổi hòa nhạc cá nhân quy mô lớn "Vương Tử Hiên CROSSING concert Nguyên•Lạc" đã được tổ chức tại Trung tâm Hội nghị và Triển lãm Hồng Kông ở Loan Tể để báo đáp sự ủng hộ của khán giả trong nhiều năm qua. Về mảng phim ảnh, Vương Tử Hiên xuất hiện trong bộ phim truyền hình Người vợ đa năng với vai diễn Mai Quân Minh nhận được sự yêu thích của khán giả và diễn xuất được đánh giá cao.
Vào tháng 1 năm 2020, Vương Tử Hiên tiếp tục tham gia 8 buổi diễn lại của vở nhạc kịch Matteo Ricci, khán đài vẫn kín chỗ như lần trước và nhận được không ngớt lời khen ngợi của khán giả. Bộ phim Đặc cảnh sân bay có sự góp mặt của anh với vai diễn Tề Thiên Lạc phát sóng vào cuối tháng 3 cùng năm đạt ratings cao nhất đến 36.3 điểm.
Sau những buổi thảo luận cân nhắc kỹ lưỡng do tình hình dịch bệnh COVID-19 chuyển biến phức tạp ở Hồng Kông, buổi hoà nhạc nguyên bản quy mô lớn của vở nhạc kịch "Matteo Ricci" mà Vương Tử Hiên đóng chính dự kiến diễn ra vào ngày 23-25 tháng 4 năm 2021 tại Phòng hòa nhạc của Trung tâm Văn hóa Hồng Kông đã bị hủy bỏ. Tháng 8 năm 2021, Vương Tử Hiên xuất hiện với vai trò dẫn chương trình kiêm chỉ đạo âm nhạc cho chương trình sáng tạo âm nhạc đầu tiên của TVB Diễn đấu thính. Trong thời gian bị kẹt lại Los Angeles suốt 8 tháng vì dịch bệnh vào năm ngoái, Vương Tử Hiên bắt đầu học sản xuất phim và chương trình truyền hình, đội ngũ sản xuất không quen làm chương trình về âm nhạc nên việc sản xuất đều do Vương Tử Hiên phụ trách. Tuy chương trình phát sóng vào tối muộn (23 giờ 35 phút) nhưng vẫn được đông đảo khán giả đón xem và phản hồi tích cực.
Năm 2022, Vương Tử Hiên xác nhận tham gia buổi hoà nhạc nhạc kịch đầu tiên của Hồng Kông "Hành trình kỳ diệu của nhạc kịch" (The Magic Of Musicals) dự kiến công diễn từ ngày 11-13 tháng 2 năm 2022, nhưng đã bị hoãn do chính phủ siết chặt các biện pháp phòng dịch sau khi số ca mắc COVID-19 ở Hồng Kông tăng cao. Sau thời gian dài bị hoãn vì dịch bệnh, "Hành trình kỳ diệu của nhạc kịch" ấn định công diễn từ ngày 26-28 tháng 8 năm 2022 tại Hội trường 3G của Trung tâm Hội nghị và Triển lãm Hồng Kông. Buổi hoà nhạc nhạc kịch diễn ra vô cùng thành công, nhận được nhiều sự cổ vũ và khen ngợi của đồng nghiệp cũng như người hâm mộ.
Giữa năm 2022, Vương Tử Hiên cùng quản lý của mình là Thạch Hựu San đồng sáng lập công ty sản xuất Octagon Metatainment.
Cuối tháng 9 đầu tháng 10 năm 2022, Vương Tử Hiên kết thúc hợp đồng nghệ sĩ với TVB, ngay sau đó anh bay đến Los Angeles ký hợp đồng với công ty William Morris Endeavor (WME) trong vai trò là diễn viên và giám chế phim ảnh. Vương Tử Hiên cho biết anh rời TVB trong hoà bình, không hề có mâu thuẫn, Tăng Chí Vĩ nói với anh rằng dù không gia hạn hợp đồng cũng không sao, sau này vẫn có thể trở lại TVB tiếp tục hợp tác sản xuất chương trình.

## Tác phẩm âm nhạc

### Album
Gồm các bài hát có nhiều bản tiếng Quảng Đông hoặc tiếng Phổ Thông hoặc tiếng Anh
| Album # | Tên album                           | Loại album                    | Ngày phát hành            | Bài hát |
| ------- | ----------------------------------- | ----------------------------- | ------------------------- | --- |
| 1st     | Beyond Singing 超越聲音             | Album                         | Ngày 27 tháng 10 năm 2009 | Bài hát CD 1. Roswell 2. Fino A Ti Amo 3. Tell Me 4. Nam Bắc Cực 5. 1+1 6. Seawave 7. 300 Poems 8. Lullaby 9. Roswell (tiếng Anh) 10. Roswell (tiếng Phổ Thông) 11. Separate Ways (1+1 bản tiếng Anh) 12. Separate Ways (1+1 bản tiếng Phổ Thông) 13. Fino A Ti Amo (tiếng Anh) DVD 1. Roswell (MV) 2. 1+1 (MV) 3. Fino A Ti Amo (chế tác đặc biệt) 4. Roswell (chế tác đặc biệt) 5. 1+1 (chế tác đặc biệt) |
| 1st     | Beyond Singing 超越聲音 (bản thứ 2) | Album                         | Ngày 04 tháng 12 năm 2009 | Bài hát CD 1. Roswell 2. Fino A Ti Amo 3. Tell Me 4. Nam Bắc Cực 5. 1+1 6. Seawave 7. 300 Poems 8. Lullaby 9. Roswell (tiếng Anh) 10. Roswell (tiếng Phổ Thông) 11. Separate Ways (1+1 bản tiếng Anh) 12. Separate Ways (1+1 tiếng Phổ Thông) 13. Fino A Ti Amo (tiếng Anh) DVD 1. Fino A Ti Amo (MV) 2. Roswell (MV) 3. 1+1 (MV) 4. Fino A Ti Amo (chế tác đặc biệt) 5. Roswell (chế tác đặc biệt) 6. 1+1 (chế tác đặc biệt) |
| 2nd     | Spectrum 超越東西                   | Album mini                    | Ngày 31 tháng 03 năm 2010 | Bài hát CD 1. World Without Strangers (cùng với MC Jin) 2. East To West 3. Contented 4. Zero For A Thousand 5. Get By 6. Contented (tiếng Phổ Thông) 7. World Without Strangers (tiếng Phổ Thông) (cùng với MC Jin) 8. Spectrepilogue DVD 1. World Without Strangers (MV) 2. Contented (MV) 3. World Without Strangers (Making Of) 4. Contented (Making Of) |
| 3rd     | Out Of Frame 超越格式               | Album mini                    | Ngày 04 tháng 08 năm 2011 | Bài hát CD 1. Rap-sody In B 2. I.D. 3. Heroes 4. Oh Man! (tiếng Phổ Thông) 5. Toy Story 6. Rebirth (tiếng Quảng Đông) 7. Rebirth (tiếng Phổ Thông) DVD 1. I.D. MV 2. Toy Story MV 3. Rebirth MV 4. Hậu duệ của rồng (Vương Tử Hiên×Music Anytime Anywhere concert) 5. Fino a ti amo (Vương Tử Hiên×Music Anytime Anywhere concert) 6. Lá rụng về cội (Vương Tử Hiên×Music Anytime Anywhere concert) 7. Toy Story (Vương Tử Hiên×Music Anytime Anywhere concert) 8. Mong chờ gió xuân (Vương Tử Hiên×Music Anytime Anywhere concert) 9. Vương Tử Hiên × Hong Kong Chinese Orchestra Hậu trường chế tác Music Anytime Anywhere concert |
| 4th     | Rising                              | Album mini                    | Ngày 09 tháng 06 năm 2012 | Bài hát CD 1. Your Song (bài hát chủ đề của Vương Tử Hiên RISING concert 2012) 2. La La La 3. Two Three-Legged 4. I Thought 5. This Shit World Separate Us 6. Just At That 7. 1+1 cải biên DVD 1. Your Song (bài hát chủ đề của Vương Tử Hiên RISING concert 2012) (MV) 2. Two Three-Legged (MV) 3. Just At That (MV) 4. Phía sau hậu trường của MV # Just At That |
| 5th     | A Fighter's Confession              | Album                         | Ngày 30 tháng 09 năm 2014 | Bài hát CD 1. Double Down 2. Invincible 3. All Of You 4. Run 5. Fighting For 6. Double Down (bản A Cappella tiếng Anh) 7. All Of You (Em tuyệt nhất bản tiếng Anh Demo) 8. Fighting For (tiếng Anh) (cùng với Celina Jade) 9. Fighting For (tiếng Phổ Thông) (cùng với Celina Jade) 10. Seawave 11. Rap-sody In B 12. Fighting For (bản Violin) 13. Fighting For Dream Theme 14. Fighting For Drone Theme DVD 1. Phim ngắn âm nhạc Fighting For "千色 Fighting For" 2. Fighting For (MV tiếng Quảng Đông) 3. Fighting For (MV tiếng Phổ Thông)                                                                                       |
| 6th     | Crossing                            | Bài hát mới + Album tuyển tập | Ngày 03 tháng 09 năm 2020 | Bài hát CD 1. Journey (Bài hát mới) 2. The Void (Bài hát mới) 3. Gravity (Bài hát mới) 4. Homecoming (Bài hát mới) 5. For The First Time（Tiếng Phổ Thông）(Bài hát mới) 6. Double Down 7. Who Am I feat. Trouze (Bài hát mới) 8. Too Late feat. Aun 9. All The Best 10. I Thought 11. Fighting For 12. All Of You 13. Run 14. Contented 15. 1+1 16. Your Song 17. Toy Story 18. Truth Hurts 19. Rebirth 20. 300 Poems |

### Album tiếng Nhật
| Đĩa đơn # | Tên đĩa đơn                  | Ngày phát hành           | Bài hát |
| --------- | ---------------------------- | ------------------------ | --- |
| 1st       | Kimi wa bara yori utsukushii | Ngày 15 tháng 6 năm 2011 | 曲目Bài hát} CD 1. Kimi wa bara yori utsukushii (君は薔薇より美しい) (ca sĩ hát gốc: Akira Fuse）) 2. Bokugiru (僕がいる) 3. Kimi wa bara yori utsukushii (君は薔薇より美しい) (Instrumental) 4. Bokugiru )僕がいる) (Instrumental) DVD 1. "Kimi wa bara yori utsukushii" (君は薔薇より美しい) Video Clip |

### Đĩa đơn
| Tên bài hát                                               | Ngày phát hành | Lời                                     | Nhạc                                | Ghi chú                                                                       |
| --------------------------------------------------------- | -------------- | --------------------------------------- | ----------------------------------- | ----------------------------------------------------------------------------- |
| Nhảy hố lửa Double Down 跳火坑                            | 16/04/2013     | Vương Tử Hiên, Eric Kwok                | Vương Tử Hiên, Eric Kwok, Đường Đạt | Bản A cappella Cùng với Peter Hollens                                         |
| Nhảy hố lửa Double Down 跳火坑                            | 17/04/2013     | Lâm Bảo, Eric Kwok                      | Vương Tử Hiên, Eric Kwok, Đường Đạt |                                                                               |
| Không thể đánh bại Invincible 萬夫莫敵                    | 24/09/2013     | Trần Vịnh Khiêm                         | Vương Tử Hiên, Eric Kwok            |                                                                               |
| Em tuyệt nhất All Of You 你最好                           | 13/02/2014     | Lâm Nhược Ninh                          | Vương Tử Hiên, Skot Suyama          |                                                                               |
| Em tuyệt nhất All Of You 你最好                           | 04/05/2014     | Vương Tử Hiên                           | Vương Tử Hiên, Skot Suyama          | Bản Demo tiếng Anh                                                            |
| Chạy RUN                                                  | 20/06/2014     | C Quân, Vương Tử Hiên                   | Vương Tử Hiên, Skot Suyama          |                                                                               |
| Nghìn sắc màu Fighting For 千色                           | 07/08/2014     | C Quân                                  | Vương Tử Hiên, Skot Suyama          |                                                                               |
| Thế hệ tiếp theo Good Fight 次世代                        | 23/04/2015     | Hỏa Hỏa                                 | Vương Tử Hiên, Đường Đạt            |                                                                               |
| Sự chuyển mình hoa lệ Haven 華麗轉身                      | 18/05/2015     | Vương Tử Hiên                           | Luân Vĩnh Lượng                     | Bản tiếng Anh của bài hát nhạc phim cùng tên trong phim Sự chuyển mình hoa lệ |
| Điểm chỉ băng băng Taste It Don't Waste It 點止冰冰       | 10/07/2015     | Lâm Bảo, Vương Tử Hiên, Trần Hoán Nhân  | Vương Tử Hiên, Trần Hoán Nhân       | Cùng với Trần Hoán Nhân                                                       |
| Giáng sinh trưởng thành Grown Up Christmas List           | 25/12/2015     | Linda Thompson-Jenner                   | David Foster                        | Cùng với Justin Lo Trình bày dạng A cappella                                  |
| Không chạm vào sẽ đẹp hơn For The First Time 碰不上會更美 | 29/02/2016     | Vương Tử Hiên                           | Vương Tử Hiên                       |                                                                               |
| Trái tim bình thường All The Best 平常心                  | 25/07/2016     | Lâm Nhược Ninh                          | Vương Tử Hiên, Đường Đạt            |                                                                               |
| Tôi là ai Who Am I 我是誰                                 | 26/09/2016     | Vương Tử Hiên, Đường Đạt, Jovany Javier | Vương Tử Hiên                       | Cùng với Trouze                                                               |
| Nơi tạm trú hư ảo The Void 寄居太虛                       | 08/10/2018     | Châu Diệu Huy                           | Vương Tử Hiên, Yusuke Hatano        |                                                                               |
| Lực hút Gravity 邊緣引力                                  | 29/10/2018     | Châu Diệu Huy                           | Cousin Fung                         |                                                                               |
| Dạ khúc 17 chương Nocturne No.17 夜曲17章                 | 27/11/2018     | Vương Tử Hiên                           | Vương Tử Hiên                       | Nhạc phim Thưa ngài thẩm phán                                                 |
| Hạ cánh an toàn Homecoming 安全著陸                       | 28/06/2019     | Lâm Bảo, Vương Tử Hiên                  | Vương Tử Hiên, Skot Suyama          | Bài hát kỷ niệm 10 năm debut                                                  |
| Bạn nhận nhiều hơn Journey 多得你                         | 23/10/2019     | C Quân, Vương Tử Hiên                   | Vương Tử Hiên, Cousin Fung          | Bài hát chủ đề cho concert kỷ niệm 10 năm debut                               |

### Tham gia sản xuất
| Năm  | Chương trình / Đơn vị hợp tác                                | Vai trò / Bài hát                                   |
| ---- | ------------------------------------------------------------ | --------------------------------------------------- |
| 2012 | Shining Stars Foundation HK                                  | Bài hát chủ đề: Kisses from the Sky                 |
| 2012 | TalesRunner「Mị ảnh giáng lâm」                              | Bài hát chủ đề: Mị ảnh thế kỷ                       |
| 2013 | Phim Series Lập Tử chia tay                                  | Bài hát đệm: Một nghìn năm sau                      |
| 2016 | Phim Seize the Second                                        | Bài hát chủ đề: Bài hát chưa hoàn thành             |
| 2021 | Clip quảng bá mừng sinh nhật TVB                             | Trình bài, nhạc, lời bài hát chủ đề                 |
| 2021 | Clip quảng bá hình tượng Thế vận hội Mùa hè 2020 của TVB     | Trình bài, nhạc, lời bài hát chủ đề This is My Side |
| 2022 | Clip quảng bá chương trình Thế vận hội Mùa đông 2022 của TVB | Viết nhạc và lời bài hát chủ đề Like a Diamond      |

### Hợp tác
| Năm  | Ca sĩ                          | Tên bài hát                       | Vai trò                           |
| ---- | ------------------------------ | --------------------------------- | --------------------------------- |
| 2010 | Mạc Văn Úy                     | Rất nhiều rất nhiều 太多太多      | Viết nhạc, biên khúc              |
| 2014 | Vũ Kiều                        | Nguyện 願                         | Biên khúc                         |
| 2014 | Mạc Văn Úy                     | Beyond Borders 境外               | Viết nhạc                         |
| 2016 | Chung Thư Mạn, Vương Quân Hinh | Tàng hình 隱型                    | Viết nhạc, giám chế               |
| 2017 | Trịnh Tú Văn                   | Đợi chờ hạnh phúc 等一等幸福      | Hát, viết nhạc, giám chế          |
| 2018 | Tiết Gia Yến                   | Captain Nancy                     | Viết nhạc, viết lời rap, giám chế |
| 2018 | XNINE                          | Game Player 玩家                  | Viết nhạc                         |
| 2018 | Lại Vĩ Phong                   | Cảm ơn bạn 我謝謝你啊0            | Viết nhạc, biên khúc              |
| 2019 | Vệ Thi                         | Cái ôm hạnh phúc 幸福相擁         | Viết nhạc                         |
| 2020 | Thẩm Chấn Hiên                 | Keep Your Eyes On Me              | Viết nhạc, biên khúc, giám chế    |
|      | Vệ Lan                         | Hình bóng của Van Gogh 梵高的影子 | Viết nhạc                         |

### Thành tích bài hát
| Thứ hạng bài hát       | Thứ hạng bài hát            | Thứ hạng bài hát | Thứ hạng bài hát | Thứ hạng bài hát | Thứ hạng bài hát | Thứ hạng bài hát                                                     |
| Album                  | Bài hát                     | 903              | RTHK             | 997              | TVB              | Ghi chú                                                              |
| 2009                   | 2009                        | 2009             | 2009             | 2009             | 2009             | 2009                                                                 |
| ---------------------- | --------------------------- | ---------------- | ---------------- | ---------------- | ---------------- | -------------------------------------------------------------------- |
| Beyond Singing         | Fino A Ti Amo               | 17               | 13               | 4                | 10               | Bản Remix                                                            |
| Beyond Singing         | 1+1                         | -                | 10               | 7                | 7                |                                                                      |
| Beyond Singing         | Nam Bắc Cực                 | 2                | -                | -                | -                |                                                                      |
| Beyond Singing         | Fino A Ti Amo               | -                | 10               | 5                | -                |                                                                      |
| 2010                   |                             |                  |                  |                  |                  |                                                                      |
| Spectrum               | Contented                   | 1                | 3                | 1                | 1                | Bài hát quán quân 3 đài                                              |
| Spectrum               | World Without Strangers     | 11               | 1                | 4                | -                |                                                                      |
| Spectrum               | East To West                | -                | -                | 9                | 3                |                                                                      |
| Spectrum               | Get By                      | -                | -                | -                | -                |                                                                      |
| Out Of Frame           | Rebirth                     | 14               | 10               | 4                | 2                | Bản Rebirth at Christmas                                             |
| 2011                   |                             |                  |                  |                  |                  |                                                                      |
| Out Of Frame           | I.D.                        | 7                | 8                | 2                | -                |                                                                      |
| Out Of Frame           | Toy Story                   | 16               | 7                | 1                | 1                |                                                                      |
| Rising                 | Just At That                | -                | 3                | 5                | 5                |                                                                      |
| 2012                   |                             |                  |                  |                  |                  |                                                                      |
| Rising                 | Two Three-Legged            | 11               | 6                | 2                | 5                |                                                                      |
| Rising                 | Your Song                   | 2                | 8                | 4                | 4                | Bài hát chủ đề concert Vương Tử Hiên Rising 2012                     |
| Rising                 | This Shit World Separate Us | 11               | -                | 4                | -                |                                                                      |
| Rising                 | La La La                    | 15               | -                | 4                | -                |                                                                      |
| 2013                   |                             |                  |                  |                  |                  |                                                                      |
| A Fighter's Confession | Double Down                 | 4                | 3                | 2                | 1                |                                                                      |
|                        | Một nghìn năm sau           | -                | -                | -                | -                | Nhạc đệm điện ảnh ngắn Series Lập Tử chia tay Hát cùng Lâm Tuấn Kiệt |
| A Fighter's Confession | Invincible                  | -                | 3                | 2                | 2                |                                                                      |
| 2014                   |                             |                  |                  |                  |                  |                                                                      |
| A Fighter's Confession | All Of You                  | 1                | 4                | 3                | 3                |                                                                      |
| A Fighter's Confession | Run                         | -                | 12               | 3                | 5                | Ca khúc quảng cáo Watsons Water                                      |
| A Fighter's Confession | Fighting For                | 14               | 3                | 1                | 1                | Cùng Celina Jade "Fighting For" bản tiếng Phổ Thông                  |
| A Fighter's Confession | Fighting For                | -                | -                | -                | -                |                                                                      |
| 2015                   |                             |                  |                  |                  |                  |                                                                      |
|                        | Taste It Don't Waste It     | -                | 12               | 4                | 8                | Cùng Trần Hoán Nhân                                                  |
| 2016                   |                             |                  |                  |                  |                  |                                                                      |
|                        | For The First Time          | 14               | 7                | 6                | -                |                                                                      |
|                        | All The Best                | 18               | -                | 5                | -                |                                                                      |
|                        | Bài hát chưa hoàn thành     | -                | 14               | -                | -                | Bài hát chủ đề điện ảnh ngắn Seize the Second                        |
| 2018                   |                             |                  |                  |                  |                  |                                                                      |
|                        | The Void                    | -                | -                | 15               | -                |                                                                      |
|                        | Gravity                     | 8                | -                | -                | -                |                                                                      |
| 2019                   |                             |                  |                  |                  |                  |                                                                      |
|                        | Homecoming                  | 6                | 3                | 5                | -                |                                                                      |
|                        | Journey                     | 9                | 3                | 3                | -                |                                                                      |

| Tổng số bài hát quán quân các đài | Tổng số bài hát quán quân các đài | Tổng số bài hát quán quân các đài | Tổng số bài hát quán quân các đài | Tổng số bài hát quán quân các đài  |
| --------------------------------- | --------------------------------- | --------------------------------- | --------------------------------- | ---------------------------------- |
| 903                               | RTHK                              | 997                               | TVB                               | Ghi chú                            |
| 2                                 | 1                                 | 3                                 | 4                                 | Tổng số bài hát quán quân 4 đài: 0 |

## Tác phẩm diễn xuất

### Phim điện ảnh
| Năm  | Tên phim | Tên phim tiếng Trung               | Tên phim tiếng Anh                                              | Vai diễn        | Ghi chú               |
| ---- | --- | ---------------------------------- | --------------------------------------------------------------- | --------------- | --------------------- |
| 2012 | Forever Kiss | 周生生Forevermark Forever Kiss愛情 | Chow Sang Sang x Forevermark Romantic Micro Film "Forever Kiss" | Vương Tử Hiên   | Micro movie Vai chính |
| 2013 | Diệp Vấn: Trận chiến cuối cùng                                                                                         | 葉問：終極一戰                     | Ip Man: The Final Fight                                         | Nghê Thang      | Khách mời             |
| 2013 | Series truyện ma của Lý Bích Hoa: Đêm mê ly                                                                            | 李碧華鬼魅系列 迷離夜              | Tales from the Dark 1                                           | Cảnh sát        | Khách mời             |
| 2015 | Ngã môn ngộ kiến tùng hoa hồ (Tạm dịch: Chúng ta nhìn thấy hồ Tùng Hoa)                                                | 我們遇見松花湖                     | Love Forever                                                    | Uông Bác Dương  | Vai thứ chính         |
| 2015 | Ngày kỷ niệm | 紀念日                             | Anniversary                                                     | Vương Chí Trung | Khách mời             |
| 2016 | Tam nhân hành | 三人行                             | Three                                                           | Hồng Sinh       | Vai phụ               |
| 2016 | Lưu tinh phi quá hậu hứa nguyện tiền đích nhất miểu (Tạm dịch: Một giây trước khi cầu nguyện sau khi sao băng bay qua) | 流星飛過後許願前的一秒             | Seize the Second                                                |                 | Micro movie Vai phụ   |
| 2018 | Huynh đệ bang | 兄弟班                             | House of The Rising Sons                                        | A Lực           | Vai chính             |
| 2018 | Chỉ yêu mình em | 宇宙有愛浪漫同遊                   | Love Only                                                       |                 | Vai phụ               |
| 2019 | Đại trinh thám hoắc tang                                                                                               | 大偵探霍桑                         | The Great Detective                                             | Phó giám đốc    | Vai phụ               |
| 2021 | Trọng án hành động chi Nhiệm vụ đảo độc                                                                                | 重案行動之搗毒任務                 | The Case: Death Drugs                                           | Tiêu Thiếu      | Vai thứ chính         |
| 2021 | Dynasty Warriors: Chiến binh Tam Quốc                                                                                  | 真•三國無雙                        | Dynasty Warriors                                                | Tào Nhân        | Vai phụ               |

### Phim truyền hình
| Năm          | Tên phim tiếng Việt                         | Tên phim tiếng Trung    | Vai diễn                        | Ghi chú   |
| Phim TVB     | Phim TVB                                    | Phim TVB                | Phim TVB                        | Phim TVB  |
| ------------ | ------------------------------------------- | ----------------------- | ------------------------------- | --------- |
| 2014         | Tân xuân hỉ tương phùng                     | 新抱喜相逢              | Liên Chỉ Thông                  | Vai phụ   |
| 2014         | Tái chiến minh thiên                        | 再戰明天                | Vương Tiểu Hiên                 | Vai phụ   |
| 2014         | Phi hổ II                                   | 飛虎II                  | Văn Chí Kiệt                    | Vai phụ   |
| 2015         | Sự chuyển mình hoa lệ                       | 華麗轉身                | Đường Vinh                      | Vai phụ   |
| 2016         | Anh hùng thành trại                         | 城寨英雄                | Đoàn Chiết Cương (lúc trẻ)      |           |
| 2018         | Thưa ngài thẩm phán                         | 是咁的，法官閣下        | Đổng Đan Kiều (Daniel)          | Thứ chính |
| 2019         | Người vợ đa năng                            | 多功能老婆              | Mai Quân Minh (Jonathan)        | Thứ chính |
| 2020         | Đặc cảnh sân bay                            | 機場特警                | Tề Thiên Lạc (sếp Trai, A Trai) | Thứ chính |
| Phim Đại lục |                                             |                         |                                 |           |
| 2020         | Cổ đổng cục trung cục chi Giám mặc tầm từ   | 古董局中局之鉴墨寻瓷    | Thủ hạ của Trần Đạt Chí         | Vai phụ   |
| Phim RTHK    |                                             |                         |                                 |           |
| 2014         | Tính bổn thiện 2014: Tình yêu của Mạn Đà La | 性本善 2014：曼陀羅的愛 | Trần Nhị Thiếu                  | Vai chính |

### Nhạc kịch
| Năm  | Thời gian          | Tên vở nhạc kịch                                                   | Vai diễn     | Địa điểm                                                       |
| ---- | ------------------ | ------------------------------------------------------------------ | ------------ | -------------------------------------------------------------- |
| 2011 | Ngày 6 tháng 12    | Tình yêu nhẹ nhàng 戀愛輕飄飄 A Canto-pop Revue: A Love Fetherlite | [ 29 ]       | Hàng lang Ngư Luyến của Quảng trường Hải Đức Thâm Quyến        |
| 2011 | Ngày 8 tháng 12    | Tình yêu nhẹ nhàng 戀愛輕飄飄 A Canto-pop Revue: A Love Fetherlite | [ 29 ]       | Phòng Hội nghị quốc tế của Học viện sư phạm Đại học Thâm Quyến |
| 2019 | Ngày 20 tháng 4    | Lợi Mã Đậu 利瑪竇 Matteo Ricci The Musical                         | Matteo Ricci | Nhà hát lớn của Trung tâm văn hóa Hồng Kông                    |
| 2019 | Ngày 26-28 tháng 4 | Lợi Mã Đậu 利瑪竇 Matteo Ricci The Musical                         | Matteo Ricci | Nhà hát lớn của Trung tâm văn hóa Hồng Kông                    |
| 2020 | Ngày 4-5 tháng 1   | Lợi Mã Đậu 利瑪竇 Matteo Ricci The Musical                         | Matteo Ricci | Nhà hát lớn của Trung tâm văn hóa Hồng Kông                    |
| 2020 | Ngày 7-12 tháng 1  | Lợi Mã Đậu 利瑪竇 Matteo Ricci The Musical                         | Matteo Ricci | Nhà hát lớn của Trung tâm văn hóa Hồng Kông                    |

## Dẫn chương trình
| Năm       | Tên chương trình                                        | Số tập | Ghi chú                                    |
| --------- | ------------------------------------------------------- | ------ | ------------------------------------------ |
| 2011-2020 | Huynh đệ bang 兄弟幫                                    | 2505   |                                            |
| 2013      | Dạ tiêu ma 夜宵磨                                       | 13     |                                            |
| 2014      | Giáng sinh này không quá lạnh 這個聖誕不太冷 - New York | 3      |                                            |
| 2015      | Hàng hàng nữ trạng nguyên 行行女狀元                    | 10     |                                            |
| 2015      | Giáng sinh này không quá lạnh 這個聖誕不太冷 - Hà Lan   | 3      |                                            |
| 2016      | Lễ hội té nước mùa hè Hynh đệ bang                      | 1      | Chương trình thuộc TVB Amazing Summer 2016 |
| 2017      | V My Guest                                              | 27     |                                            |
| 2018      | Sắm đồ Tết năm mới 新春辦年貨                           | 10     |                                            |
| 2021      | Diễn đấu thính 演鬥聽                                   | 10     | Dẫn chương trình kiêm chỉ đạo âm nhạc      |

## Khách mời chương trình
| Năm       | Ngày phát sóng        | Tên chương trình | Kênh      | Ghi chú                                         |
| --------- | --------------------- | --- | --------- | ----------------------------------------------- |
| 2009      | 22/08                 | Hoa hậu Hồng Kông 2009 Miss Hong Kong Pageant 2009 2009年度香港小姐競選                                                                       | TVB       | Khách mời biểu diễn                             |
| 2009      | 07/11                 | Phỉ Thúy ca tinh hạ đài khánh Jade Singers Celebrate TVB 翡翠歌星賀台慶2009                                                                   | TVB       |                                                 |
| 2011      | 16/01                 | Cuộc thi hát tân binh toàn cầu TVB TVB International Chinese New Talent Singing Championship 全球華人新秀歌唱大賽                             | TVB       | Khách mời biểu diễn đêm chung kết               |
| 2011      | 25/12                 | Đài khánh kị tân niên vãn hội 台慶暨新年晚會                                                                                                  | GDTV      |                                                 |
| 2012      | 15/01                 | Hoa hậu người Hoa Quốc tế 2012 Miss Chinese International Pageant 2012 2012國際中華小姐競選                                                   | TVB       |                                                 |
| 2012      | 22/01                 | Long đằng hạ tuế vạn gia hoan 龍騰賀歲萬家歡                                                                                                  | GRT, TVB  | Khách mời biểu diễn                             |
| 2012      | 23/01                 | Kim long hiến thụy diệu bảo lương 金龍獻瑞耀保良                                                                                              | TVB       | Chương trình từ thiện gây quỹ của Cục Bảo Lương |
| 2012      | 07/07                 | Phỉ Thúy ca tinh hồng bạch đấu 翡翠歌星紅白鬥                                                                                                 | TVB       |                                                 |
| 2012      | 02/09                 | Tuệ nghiên ái tâm khuynh thành 30 năm 慧妍愛心傾城 30年                                                                                       | TVB       |                                                 |
| 2012-2013 | 13/10/2012-05/01/2013 | Mạch vương tranh bá 麥王爭霸 | GRT       | Huấn luyện viên và khách mời biểu diễn          |
| 2013      | 09/02                 | Kim xà hạ tuế vạn gia hoan 金蛇賀歲萬家歡 | GRT       |                                                 |
| 2014      | 21/09                 | Sunday ban dã vương Walk The Walk, Talk The Talk Sunday扮嘢王                                                                                 | TVB       | Tập 7                                           |
| 2014      | 17/10                 | VIP hôm nay The Green Room 今日VIP | TVB       | Tập 204                                         |
| 2015      | 25/01                 | Minh tinh ái trù phòng Feastival a la Stars 明星愛廚房                                                                                        | TVB       | Tập 5                                           |
| 2015      | 27/06                 | Minh ái huyên vạn tâm Caritas Star Studded Charity Show 明愛暖萬心                                                                            | TVB       |                                                 |
| 2015      | 10/10                 | Dạ tiêu ma phần 2 Midnight Munchies 2 夜宵磨第二輯                                                                                            | TVB       |                                                 |
| 2016      | 05/02                 | Thức ăn ngon rẻ phần 4 Good Cheap Eats 4 暖DD•食平D》                                                                                         | TVB       | Tập 30                                          |
| 2016      | 26/02; 14/03; 18/03   | Sing My Song mùa 3 中国好歌曲 (第三季) | CCTV-3    | Tập 5-8                                         |
| 2016      | 28/05                 | Chương trình âm nhạc Hoa ngữ toàn cầu 2016 Global Chinese Music 2016 2016全球中文音樂榜上榜                                                   | CCTV-15   |                                                 |
| 2016      | 18/07                 | Cà phê đã sẵn sàng 咖啡好了 | HAINAN TV |                                                 |
| 2016      | 28/08                 | Tôi yêu Hồng Kông I Heart HK 我愛香港 | TVB       | Tập 3                                           |
| 2016      | 19/11                 | Chương trình âm nhạc Hoa ngữ toàn cầu 2016 Global Chinese Music 2016 2016全球中文音樂榜上榜                                                   | CCTV-15   |                                                 |
| 2016      | 24/12                 | Một ít thức ăn đêm Giáng sinh 區區添食平安夜                                                                                                  | TVB       |                                                 |
| 2016-2017 | 24/12/2016-21/01/2017 | Mạch vương tranh bá 2016 麥王爭霸2016 | GRT       | Ca sĩ khách mời Tập 10-13                       |
| 2017      | 26/01                 | Vua khai vận xuân mới Feng Shui For The New Year 新春開運王第二輯                                                                             | TVB       | Tập 4                                           |
| 2017      | 04/02                 | Mỹ lệ Trung Quốc xướng khởi lai 美麗中國唱起來                                                                                                | CCTV-1    | Khách mời biểu diễn tại Hoàng Cương, Thâm Quyến |
| 2017      | 31/05                 | Đêm kim khúc của Uông Minh Thuyên 2017 汪明荃2017金曲夜                                                                                       | TVB       | Khách mời biểu diễn                             |
| 2017      | 20/08                 | Lưu hành kinh điển 50 năm 流行經典50年 | TVB       | Khách mời biểu diễn                             |
| 2018      | Tháng 10              | TVB kỷ niệm 50+1 năm tái xuất phát TVB 50+1 Anniversary Light Switching Ceremony TVB 50+1周年再出發                                           | TVB       | Khách mời                                       |
| 2018      | Tháng 10              | Mỹ nữ trù phòng phần 3 Cooking Beauties 美女廚房 (第三輯)                                                                                     | TVB       | Khách mời                                       |
| 2018      | 04-05/12              | Buổi hòa nhạc 60 năm Tiết Gia Yến yêu bạn vô hạn THE SOUND OF NANCY INFINITY LOVE CONCERT 薜家燕愛你無限60年演唱會                            |           | Khách mời biểu diễn                             |
| 2019      | Tháng 1               | Đêm từ thiện Nhân Tề Yan Chai Charity Show 慈善星輝仁濟夜                                                                                     | TVB       |                                                 |
| 2019      | Tháng 1               | Ngu lạc đại gia Liza's Online 娛樂大家 | TVB       | Tập 6                                           |
| 2019      | 29/06                 | Buổi hòa nhạc 60 năm Tiết Gia Yến yêu bạn vô hạn tại Ma Cao THE SOUND OF NANCY INFINITY LOVE CONCERT In Macao 薜家燕愛你無限60年演唱會 澳門站 |           | Khách mời biểu diễn                             |
| 2021      | 10/04                 | Thanh mộng truyền kỳ Stars Academy 聲夢傳奇                                                                                                   | TVB       | Giám khảo Tập 12-14                             |
| 2021      | 11/12                 | Hoan lạc mãn Đông Hoa Tung Wah Charity Show 歡樂滿東華                                                                                        | TVB       |                                                 |
| 2022      | 21/03                 | Nói bạn cũng không tin Believe It Or Not? 講你都唔信                                                                                          | TVB       | Tập 1                                           |
| 2022      | 07/08                 | Tư gia đại chiến Family Feud 思家大戰 | TVB       | Tập 30                                          |

## Giải thưởng

### Trước khi debut
- 2008: Nghệ sĩ đại học của Đại học Cornell (Cornell Undergraduate Artist Award)

### Năm 2009
| Giải thưởng                                              | Hạng mục                                   | Tác phẩm    | Kết quả   |
| -------------------------------------------------------- | ------------------------------------------ | ----------- | --------- |
| Metro Radio Mandarin Hits Music Awards 2009              | Ca sĩ mới tiếng Quan Thoại                 |             | Đoạt giải |
| Giải thưởng Kim khúc TVB8 2009                           | Người mới xuất sắc nhất                    |             | Giải Bạc  |
| Vòng ba tuyển chọn Kình ca Kim khúc 2009                 | Người mới tiềm năng                        | 1+1         | Đoạt giải |
| Metro Radio Hits Music Award Presentation 2009           | Người mới xuất sắc (Nam ca sĩ - nhạc sĩ)   |             | Đoạt giải |
| Ultimate Song Chart Awards Presentation 2009             | Nam ca sĩ mới xuất sắc                     |             | Giải Bạc  |
| Giải thưởng Top 10 Kình ca Kim khúc 2009                 | Ca nhạc sĩ được yêu thích nhất             |             | Đề cử     |
| Giải thưởng Top 10 Kình ca Kim khúc 2009                 | Người mới xuất sắc                         |             | Đề cử     |
| Giải thưởng Top 10 Kình ca Kim khúc 2009                 | Người mới được yêu thích nhất              | Roswell 1+1 | Giải Bạc  |
| Giải thưởng Top 10 bài hát vàng RTHK lần thứ 32          | Người mới triển vọng nhất                  |             | Giải Đồng |
| Giải thưởng bảng xếp hạng âm nhạc Sprite Trung Quốc 2009 | Giải người mới xuất sắc (Khu vực Cảng Đài) |             | Đoạt giải |

### Năm 2010
| Giải thưởng                                                      | Hạng mục                        | Tác phẩm      | Kết quả   |
| ---------------------------------------------------------------- | ------------------------------- | ------------- | --------- |
| Giải thưởng Kim khúc Hoa ngữ                                     | Người mới xuất sắc nhất         |               | Đoạt giải |
| Metro Radio Mandarin Hits Music Awards 2010                      | Bài hát tiếng Quan Thoại        | Separate Ways | Đoạt giải |
| Metro Radio Mandarin Hits Music Awards 2010                      | Ca sĩ sáng tác tiếng Quan Thoại |               | Đoạt giải |
| Giải thưởng âm nhạc toàn cầu người Hoa "Kình ca Vương" lần thứ 7 | Ca sĩ sáng tác                  |               | Đoạt giải |
| Giải thưởng Kim khúc TVB8                                        | Giải ca nhạc sĩ xuất sắc nhất   |               | Giải Đồng |
| Hit Awards 2010                                                  | Ca sĩ sáng tác                  |               | Đoạt giải |
| Giải thưởng Top 10 Kình ca Kim khúc 2010                         | Ca nhạc sĩ được yêu thích nhất  |               | Giải Đồng |

### Năm 2011
| Giải thưởng                                     | Hạng mục                          | Tác phẩm  | Kết quả   |
| ----------------------------------------------- | --------------------------------- | --------- | --------- |
| Metro Radio Mandarin Hits Music Awards 2011     | Bài hát tiếng Quan thoại          |           | Đoạt giải |
| Metro Radio Mandarin Hits Music Awards 2011     | Ca sĩ sáng tác tiếng Quan Thoại   |           | Đoạt giải |
| Vòng hai tuyển chọn Kình ca Kim khúc 2011       |                                   | Toy Story | Đoạt giải |
| Lễ trao giải "Bảng âm nhạc tiên phong" năm 2011 | Giải âm nhạc tiến bộ hàng năm     |           | Đoạt giải |
| Hit Awards 2011                                 | Giải diễn đạt tốt nhất            |           | Đoạt giải |
| Lễ trao giải Top 10 Kình ca Kim khúc năm 2011   | Giải thành tích xuất sắc năm 2011 |           | Giải Vàng |

### Năm 2012
| Giải thưởng                                     | Hạng mục                                   | Tác phẩm         | Kết quả   |
| ----------------------------------------------- | ------------------------------------------ | ---------------- | --------- |
| Metro Radio Mandarin Hits Music Awards 2012     | Bài hát tiếng Quan Thoại                   | Two Three-Legged | Đoạt giải |
| Metro Radio Mandarin Hits Music Awards 2012     | Giải diễn đạt xuất sắc                     |                  | Đoạt giải |
| Vòng hai tuyển chọn Kình ca Kim khúc 2012       | Giải bài hát tiếng Hoa được yêu thích nhất | Your Song        | Đoạt giải |
| Lễ trao giải "Bảng âm nhạc tiên phong" năm 2012 | Giải âm nhạc tiến bộ hàng năm              |                  | Đoạt giải |
| Lễ trao giải "Bảng âm nhạc tiên phong" năm 2012 | Giải ca nhạc sĩ tiên phong xuất sắc nhất   |                  | Đoạt giải |

### Năm 2013
| Giải thưởng                                     | Hạng mục                       | Tác phẩm    | Kết quả   |
| ----------------------------------------------- | ------------------------------ | ----------- | --------- |
| CASH Golden Sail Music Awards 2013              | Giai điệu hay nhất             | Double Down | Đề cử     |
| Metro Radio Mandarin Hits Music Awards 2013     | Bài hát tiếng Quan Thoại       | La La La    | Đoạt giải |
| Metro Radio Mandarin Hits Music Awards 2013     | Thần tượng nổi tiếng           |             | Đoạt giải |
| Lễ trao giải "Bảng âm nhạc tiên phong" năm 2013 | Giải ca sĩ diễn đạt tiên phong |             | Đoạt giải |
| Hit Awards 2013                                 | Bài hát hay nhất               | Double Down | Đoạt giải |
| Hit Awards 2013                                 | Ca sĩ sáng tác                 |             | Đoạt giải |

### Năm 2014
| Giải thưởng                                                          | Hạng mục                       | Tác phẩm                                                                                | Kết quả   |
| -------------------------------------------------------------------- | ------------------------------ | --------------------------------------------------------------------------------------- | --------- |
| Giải thưởng thường niên TVB 2014                                     | Chủ trì tiết mục xuất sắc nhất | Huynh đệ bang (cùng với Lâm Thịnh Bân, Phạm Chấn Phong, Trần Quốc Bang, Lương Cạnh Huy) | Đề cử     |
| Lễ trao giải Bảng xếp hạng các bài hát tiếng Quảng Đông lần thứ nhất | Ca nhạc sĩ được yêu thích nhất |                                                                                         | Đoạt giải |
| Lễ trao giải "Bảng âm nhạc tiên phong" năm 2013                      | Giải ca sĩ diễn đạt tiên phong |                                                                                         | Đoạt giải |
| Liên hoan phim quốc tế Hà Nội lần thứ 3                              | Phim ngắn                      | Fighting For                                                                            | Đề cử     |
| Vòng hai tuyển chọn Kình ca Kim khúc 2014                            |                                | Fighting For                                                                            | Đoạt giải |
| Giải thưởng Kình ca Kim khúc 2014                                    | Bài hát có vũ đạo hay nhất     | Fighting For                                                                            | Giải Bạc  |
| Hit Awards 2014                                                      | Bài hát hay nhất               | Fighting For                                                                            | Đoạt giải |
| Hit Awards 2014                                                      | Nam ca sĩ xuất sắc nhất        |                                                                                         | Đoạt giải |
| Giải thưởng Kim khúc TVB8 2014                                       | Giải bài hát hay nhất          | Fighting For (ft. Celina Jade)                                                          | Đoạt giải |

### Năm 2015
| Giải thưởng                                                          | Hạng mục                        | Tác phẩm                                     | Kết quả   |
| -------------------------------------------------------------------- | ------------------------------- | -------------------------------------------- | --------- |
| Giải thưởng thường niên TVB 2015                                     | Nam diễn viên phụ xuất sắc nhất | Sự chuyển mình hoa lệ (vai Đường Vinh)       | Đề cử     |
| Lễ trao giải Bảng xếp hạng các bài hát tiếng Quảng Đông lần thứ nhất | Ca nhạc sĩ được yêu thích nhất  |                                              | Đoạt giải |
| Lễ trao giải Bảng xếp hạng các bài hát tiếng Quảng Đông lần thứ nhất | Bài hát được yêu thích nhất     | Taste It Don't Waste It (ft. Trần Hoán Nhân) | Đoạt giải |
| Giải thưởng MV Lưu hành Âm nhạc Hồng Kông lần thứ nhất               |                                 | Taste It Don't Waste It (ft. Trần Hoán Nhân) | Đoạt giải |
| Vòng hai tuyển chọn Kình ca Kim khúc 2015                            |                                 | Taste It Don't Waste It (ft. Trần Hoán Nhân) | Đoạt giải |
| Hit Awards 2015                                                      | Ca nhạc sĩ toàn quốc            |                                              | Đoạt giải |

### Năm 2016
| Giải thưởng                                                          | Hạng mục                                    | Tác phẩm           | Kết quả   |
| -------------------------------------------------------------------- | ------------------------------------------- | ------------------ | --------- |
| Giải thưởng âm nhạc Hoa ngữ toàn cầu và tầm Ảnh hưởng Châu Á         | Bài hát hay nhất được truyền thông đề xuất  | For The First Time | Đoạt giải |
| Lễ trao giải "Bảng âm nhạc tiên phong" năm 2016                      | Giải ca nhạc sĩ tiên phong xuất sắc nhất    |                    | Đoạt giải |
| Lễ trao giải "Bảng âm nhạc tiên phong" năm 2016                      | Ca sĩ màn ảnh xuất sắc nhất                 |                    | Đoạt giải |
| Lễ trao giải Bảng xếp hạng các bài hát tiếng Quảng Đông lần thứ nhất | Ca nhạc sĩ được yêu thích nhất              |                    | Đoạt giải |
| Lễ trao giải Bảng xếp hạng các bài hát tiếng Quảng Đông lần thứ nhất | MV xuất sắc nhất                            | All The Best       | Đoạt giải |
| Giải thưởng âm nhạc toàn cầu người Hoa "Kình ca Vương" lần thứ 11    | Bài hát tiếng Quảng Đông                    | All The Best       | Đoạt giải |
| Giải thưởng âm nhạc toàn cầu người Hoa "Kình ca Vương" lần thứ 11    | Ca sĩ vượt bậc (Khu vực Cảng Đài)           |                    | Đoạt giải |
| Hit Awards 2016                                                      | Top 12 ca sĩ xuất sắc                       |                    | Đoạt giải |
| Billboard Radio China                                                | Nam ca sĩ đột phá của năm khu vực Hồng Kông |                    | Đoạt giải |

### Năm 2017
| Giải thưởng                          | Hạng mục                  | Tác phẩm | Kết quả   |
| ------------------------------------ | ------------------------- | -------- | --------- |
| Giải thưởng âm nhạc Hoa ngữ toàn cầu | Nam ca sĩ đột phá của năm |          | Đoạt giải |

### Năm 2018
| Giải thưởng                                                  | Hạng mục                                         | Tác phẩm                                                                                | Kết quả   |
| ------------------------------------------------------------ | ------------------------------------------------ | --------------------------------------------------------------------------------------- | --------- |
| Giải thưởng thường niên TVB 2018                             | Ca khúc chủ đề được yêu thích nhất               | Dạ khúc 17 chương (Nhạc phim Thưa ngài thẩm phán)                                       | Đề cử     |
| Giải thưởng thường niên TVB 2018                             | Đối tác tiết mục truyền hình được yêu thích nhất | Huynh đệ bang (cùng với Lâm Thịnh Bân, Phạm Chấn Phong, Trần Quốc Bang, Lương Cạnh Huy) | Đề cử     |
| Giải thưởng âm nhạc Hoa ngữ toàn cầu và tầm Ảnh hưởng Châu Á | Ca sĩ đột phá nhất                               |                                                                                         | Đoạt giải |

### Năm 2021
| Giải thưởng                      | Hạng mục                  | Tác phẩm       | Kết quả |
| -------------------------------- | ------------------------- | -------------- | ------- |
| Giải thưởng thường niên TVB 2021 | Nam chủ trì xuất sắc nhất | Diễn đấu thính | Đề cử   |

### Năm 2022
| Giải thưởng                                     | Hạng mục                                                  | Tác phẩm                                                                                                | Vai trò        | Kết quả   |
| ----------------------------------------------- | --------------------------------------------------------- | --- | -------------- | --------- |
| Liên hoan Truyền hình và Điện ảnh New York 2022 | Quảng bá Chương trình Thể thao (Sports Program Promotion) | Clip quảng bá hình tượng cho Thế vận hội Mùa hè Tokyo 2020 (2020 Tokyo Olympic Corporate Image)         | Bài hát & Nhạc | Giải Vàng |
| Liên hoan Truyền hình và Điện ảnh New York 2022 | Quảng bá Chương trình Thể thao (Sports Program Promotion) | Clip quảng bá chương trình Thế vận hội Mùa đông Bắc Kinh 2022 (Olympic Winter Games Beijing 2022 Image) | Nhạc & Lời     | Giải Bạc  |

## Quảng cáo / Đại diện
| Năm  | Công ty / Thương hiệu | Sản phẩm / Hình thức                                                      | Link                     |
| ---- | --------------------- | ------------------------------------------------------------------------- | ------------------------ |
| 2011 | Panasonic             | Máy ảnh Lumix GX1                                                         | link video               |
| 2012 | Panasonic             | Tai nghe chụp tai RP-HXD                                                  |                          |
| 2012 | TalesRunner           | Người phát ngôn                                                           | link video link web      |
| 2014 | Watsons Water         | Quảng cáo bài hát chủ đề "Run"                                            | link video               |
| 2014 | 小蝶 ZEN TOO          | Quảng cáo bài hát chủ đề "Eat Drink Life"                                 | link video               |
| 2014 | CK Asset Holdings     | Người phát ngôn Quảng cáo trên TV và các bài hát thương mại cho Mont Vert |                          |
| 2015 | Manulife Financial    | Quảng cáo trực tuyến                                                      |                          |
| 2015 | Tom Lee Music         | Quảng cáo trên tạp chí                                                    | link hậu trường chụp ảnh |
| 2017 | MAD Gaze              | Người phát ngôn tại Trung Quốc Quảng cáo trên tạp chí                     | link trên facebook       |
| 2019 | FTLife                | Quảng cáo trực tuyến                                                      |                          |
| 2019 | Panasonic             | Quảng cáo trực tuyến                                                      |                          |
| 2021 | Thermage Hong Kong    | Đầu tip Thermage FLX                                                      | link video               |

## Concert
| Thời gian                    | Tên concert                                                                          | Địa điểm tổ chức                          | Hình thức | Ghi chú                                  |
| ---------------------------- | ------------------------------------------------------------------------------------ | ----------------------------------------- | --------- | ---------------------------------------- |
| Ngày 10-11 tháng 8 năm 2012  | Vương Tử Hiên RISING concert 2012 (王梓軒 RISING 演唱會2012)                         | Trung tâm Hội nghị và Triển lãm Hồng Kông | Solo      | Buổi hòa nhạc solo đầu tiên              |
| Ngày 20-21 tháng 12 năm 2019 | Vương Tử Hiên CROSSING concert Nguyên•Lạc (王梓軒 CROSSING 源•樂演唱會)              | Trung tâm Hội nghị và Triển lãm Hồng Kông | Solo      | Buổi hòa nhạc kỷ niệm 10 năm debut       |
| Ngày 26-28 tháng 08 năm 2022 | Hành trình kỳ diệu của nhạc kịch The Magic Of Musicals (音樂劇的奇幻旅程 REIMAGINED) | Trung tâm Hội nghị và Triển lãm Hồng Kông | Nhạc kịch | Concert nhạc kịch đầu tiên của Hồng Kông |

## Hoạt động khác

### Kịch truyền thanh
| Năm  | Đài phát thanh | Tên tác phẩm                                                                | Vai               |
| ---- | -------------- | --------------------------------------------------------------------------- | ----------------- |
| 2012 | CR903          | Nhiệt huyết lạc chương 熱血樂章                                             | Hiên (Hynn)       |
| 2013 | Metro Radio    | Kịch truyền thanh Chiến dịch ma túy Narcotics Campaign Radio Drama 戒不太遲 | Ông Hứa (Mr. Hui) |

### Khách mời biểu diễn
| Thời gian                     | Tên tiết mục                                                                    | Địa điểm biểu diễn                                        | Đơn vị biểu diễn                | Vai trò            | Ghi chú                                                                                            |
| ----------------------------- | ------------------------------------------------------------------------------- | --------------------------------------------------------- | ------------------------------- | ------------------ | -------------------------------------------------------------------------------------------------- |
| Ngày 12 tháng 05 năm 2015     | Buổi hòa nhạc tình yêu Ngày của Mẹ 「愛」母親節音樂會 Mother's Day Love Concert | Phòng hòa nhạc của Trung tâm Văn hóa Hồng Kông            | Hong Kong String Orchestra      | Khách mời          | |
| Ngày 26 -28 tháng 08 năm 2016 | Tây du ký '西遊記 Journey To The West                                           | Khán phòng của Toà thị chính Sa Điền                      | City Contemporary Dance Company | Khách mời đặc biệt | |
| Ngày 17 tháng 11 năm 2016     | Tây du ký '西遊記 Journey To The West                                           | Nhà hát lớn của Trung tâm biểu diễn nghệ thuật Quảng Đông | City Contemporary Dance Company | Khách mời đặc biệt | Chuyến lưu diễn tuần lễ vũ đạo hiện đại Quảng Đông lần thứ 13 (Guangdong Dance Festival 2016 Tour) |

Năm 2010
- Ngày Tim mạch Thế giới -「Đại sứ sức khỏe sức sống」.[32]

Năm 2011
- Cuộc thi vũ đạo dành cho học sinh trung học toàn Hồng Kông của Hiệp hội Thanh niên Hồng Kông -「Đại sứ vũ đạo」.[33]

Năm 2012
- Hiệp hội Nữ thanh niên Cơ Đốc giáo Hồng Kông -「Đại sứ thanh niên」.[34]
- Cục An toàn và vệ sinh lao động Hồng Kông -「Đại sứ An toàn và vệ sinh lao động」.
- Cục Bảo an Hồng Kông -「Đại sứ bộ phận phòng chống ma túy」.[35]

Năm 2013
- Cục Bảo an Hồng Kông -「Đại sứ bộ phận phòng chống ma túy」.
- Hiệp hội hỗ trợ Bệnh co cứng Hồng Kông － Đại sứ kỉ niệm Golden jubilee 50 năm.
- Liên hoan Nghệ thuật Hoà nhập của Hiệp hội Nghệ thuật với Người khuyết tật Hồng Kông － Đại sứ Nghệ thuật Hoà nhập.

Năm 2014
- Hiệp hội Phát triển Thanh thiếu niên Hồng Kông － Đại sứ hoạt động Lễ hội âm nhạc thanh niên「Thanh thông tự du hành」.
- Hành động Vườn ươm - Nghệ sĩ trợ giúp học tập「Thử thách Vườn ươm Bách hoá Thế giới mới 12 giờ 2014」.
- Tháng 4, nhậm chức Uỷ viên của Hội Uỷ viên lần thứ 7 của Hiệp hội Nhà làm phim Hồng Kông.

### Hiệp hội Nghệ sĩ Hồng Kông
- Từ ngày 12 tháng 12 năm 2013 đến ngày 11 tháng 12 năm 2015: Uỷ viên Ban Điều hành lần thứ 11.
- Từ ngày 12 tháng 12 năm 2015 đến ngày 11 tháng 12 năm 2017: Giám đốc nguồn vốn Ban Điều hành lần thứ 12.
- Từ ngày 19 tháng 1 năm 2018 đến nay: Phó thư ký thường trực Ban Điều hành lần thứ 13.